# Sad Sappy Sucker
Sad Sappy Sucker es la segunda compilación de la banda Modest Mouse. Ésta compilación contiene las canciones más viejas de la banda, algunas de las cuales quedaron sin ver la luz hasta la salida de ésta recopilación. Varias canciones fueron grabadas en Dub Narcotic Studios, ubicado en Washington, en 1994. El récord fue realizado el 24 de abril del 2001 bajo K Records, en ambas versiones CD y Vinyl LP

## Lista de canciones
1. "Worms vs. Birds" – 2:13
2. "Four Fingered Fisherman" – 2:27
3. "Wagon Ride Return" – 0:48
4. "Classy Plastic Lumber" (unlisted on back cover) – 2:03
5. "From Point A to Point B (∞)" – 2:56
6. "Path of Least Resistance" – 0:28
7. "It Always Rains on a Picnic" – 3:01
8. "Dukes Up" – 2:24
9. "Think Long" – 1:09
10. "Every Penny Fed Car" – 3:06
11. "Mice Eat Cheese" – 2:26
12. "Race Car Grin You Ain't No Landmark" – 1:13
13. "Red Hand Case" – 2:37
14. "Secret Agent X-9" – 1:12
15. "Blue Cadet-3, Do You Connect?" – 1:09
16. "Call to Dial a Song" – 0:31
17. "5-4-3-2-1 Lisp Off" – 0:30
18. "Woodgrain" – 0:30
19. "BMX Crash" – 0:28
20. "Sucker Bet" – 1:19
21. "Black Blood & Old Newagers" – 0:29
22. "SWY" – 0:29
23. "Austral Opithicus" – 0:29
24. "Sin Gun Chaser" – 0:27

- Datos: Q5407792